# 天塩はシジミだけじゃないタコキムチ丼
天塩はシジミだけじゃないタコキムチ丼（てしおはシジミだけじゃないタコキムチどん）略して天塩タコキムチ丼は、北海道天塩町でかつて販売されていたご当地グルメの魚介系カツ丼である。

## 概要
天塩町商工会が地元の新たな名物料理として、名産のミズダコとキムチを組み合わせた丼をご当地グルメとし開発した。料理のルールは下記の通りである。
- 正式名称は「天塩はシジミだけじゃないタコキムチ丼」略称は「天塩タコキムチ丼」とする
- 天塩で水揚げされたミズダコと鮭をミンチにし、卵白、でん粉、タコイボを加えて練り、フライとして揚げる
- 上記のメンチカツを、キムチ（北海道産白菜使用）と特製かつおベースのダシを混ぜて軽くとじた半熟卵の上にのせる
- トッピングは各自創意工夫する（北海道産の食材を使用する）
- 留萌管内産の米を使用する
- 天塩産シジミ（5個以上）の汁物、たこまんまの醤油漬け、香の物（各店自由）をつける
- 価格は950円以下とする